# Sierraperla
Sierraperla is een geslacht van steenvliegen uit de familie Peltoperlidae. De wetenschappelijke naam van het geslacht is voor het eerst geldig gepubliceerd in 1954 door Jewett.

## Soorten
Sierraperla omvat de volgende soorten:
- Sierraperla cora (Needham & Smith, 1916)